# Cindy Seikkula
Cynthia Fay „Cindy“ Seikkula (* 26. März 1958 in Duluth, Minnesota) ist eine ehemalige US-amerikanische Eisschnellläuferin.
Seikkula wurde 1974 US-amerikanische Eisschnelllaufmeisterin der Junioren, zusammen mit Beth Heiden. Ein Jahr später wurde sie nationale Jugendmeisterin. 1976 nahm sie an den Olympischen Winterspielen in Innsbruck teil. Sowohl über 1500 Meter als auch über 3000 Meter belegte sie den 17. Platz. Die Mehrkampf-WM 1977 in Keystone beendete sie auf Rang 14.
Seikkula trat bei den Junioren-Weltmeisterschaften 1978 in Montreal an und erreichte im Mehrkampf den achten Platz. Bei der Mehrkampfweltmeisterschaft im gleichen Jahr in Helsinki erreichte sie Rang 20. Bei der Sprint-WM 1978 in Lake Placid belegte sie den 14. Platz im Mehrkampf. Die Sprintweltmeisterschaft ein Jahr später beendete Seikkula auf dem 19. Rang.

## Persönliche Bestzeiten
| Strecke | Zeit         | Datum            | Ort      |
| ------- | ------------ | ---------------- | -------- |
| 0500 m  | 043,30 s     | 12. Februar 1977 | Keystone |
| 1000 m  | 01:26,88 min | 14. März 1977    | Alma-Ata |
| 1500 m  | 02:17,21 min | 1. März 1977     | Inzell   |
| 3000 m  | 04:57,49 min | 2. März 1979     | Inzell   |